# رنان آدلز
رنان آدلز (انگلیسی: Renán Addles؛ زادهٔ ۷ نوامبر ۱۹۸۹) بازیکن فوتبال اهل پاناما است که در حال حاضر در پست مهاجم برای سانفرانسیسکو اف سی بازی می‌کند.
وی در تیم ملی فوتبال پاناما بازی کرده است.